# Into the Infernal Regions of the Ancient Cult
Into the Infernal Regions of the Ancient Cult ist das Debütalbum der kolumbianischen/US-amerikanischen Metal-Band Inquisition. Es wurde 1998 von Sylphorium Records veröffentlicht. Für die Abmischung war der Toningenieur John Schluckebier zuständig, produziert wurde das Album von Dagon und Incubus zusammen mit Odin „The Old Goat“ Thompson; zusätzlich sind Nelson Varela und Sylphorium Records als ausführende Produzenten angegeben. Gestaltet wurde das Album von Tim Bishop, die Photographie stammt von Humberto Sanchez.

## Titelliste
1. Unholy Magic Attack – 05:49
2. Those of the Night – 05:30
3. The Initiation – 05:33
4. Empire of Luciferian Race – 06:16
5. Summoned by Ancient Wizards Under a Black Moon – 09:14
6. Journey to Infernukeorreka – 04:46
7. Into the Infernal Regions of the Ancient Cult – 05:21
8. Mighty Wargod of the Templars (Hail Baphomet) – 06:19
9. Solitary Death in Nocturnal Woodlands – 09:04
10. Hail the Cult – 08:14

## Musikstil und Texte
Into the Infernal Regions of the Ancient Cult ist die erste Veröffentlichung im charakteristischen Stil der Band, der von Aceust von Hateful Metal als „durch und durch monoton grimmig“ bezeichnet wird. Besonderes Merkmal ist Dagons monotoner, gesprochener Gesangsstil, der in englischsprachigen Kritiken als croak (‚krächzen‘ bei Raben und Krähen, ‚quaken‘ bei Froschlurchen) beschrieben wird, was auch Vergleiche mit den Lauten von Raben oder Fröschen in den Kritiken mit sich bringt. Dagons Gitarrenspiel verbindet starke 1980er-Jahre-Thrash-Metal-Einflüsse mit langsameren, dunkleren Black-Metal-Riffs und „grüblerischen“ akustischen Intermezzi. Die Texte handeln von Ritualen und der Verehrung und Beschwörung Satans und anderer Götter und Dämonen.

## Kritiken
Dagons Gesang wird in der Szene sowohl gelobt als auch verspottet und polarisiert die Hörer entsprechend. Lucas von Metal Storm zufolge ist Into the Infernal Regions of the Ancient Cult „alles, was ein Black-Metal-Anhänger möglicherweise verlangen könnte“: es sei dunkel, blasphemisch, obskur und liefere einige ausgezeichnete Riffs. Aceust bezeichnete Inquisitions Debüt in seiner Kritik zum Nachfolger Invoking the Majestic Throne of Satan als „absolute[n] Höhepunkt im Black Metal Underground“ zum Zeitpunkt seines Erscheinens, für viele sogar eine der besten Black-Metal-Veröffentlichungen überhaupt, und die Band selbst als „eine der (oder gar die) grimmigste(n), blasphemischste(n) und konsequenzeste(n) Black-Metal-Band(s) überhaupt“; in der zum Album Magnificent Glorification of Lucifer bezeichnete er Into the Infernal Regions of the Ancient Cult als legendär. Nin Chan von Metal Review bezeichnete das Album als Klassiker.